# Pusionella lupinus
Pusionella lupinus là một loài ốc biển, là động vật thân mềm chân bụng sống ở biển thuộc họ Clavatulidae.